# Cinnyris tsavoensis
El suimanga del Tsavo (Cinnyris tsavoensis) es una especie de ave paseriforme de la familia Nectariniidae endémica la región de Tsavo, en África oriental.

## Descripción
El suimanga de Tsavo mide entre 9,5 y 10 cm de largo. Su pico es largo y curvado hacia abajo, aunque más corto que el del similar suimanga del Marico. El macho adulto tiene el mismo aspecto todo el año a diferencia de otros suimangas. Cabeza con iridiscencias verdes y azuladas. El resto del plumaje es negro aunque presenta brillos granates en el pecho.
La hembra presenta las partes superiores de color pardo grisáceo, con listas superciliares blancas. Su garganta puede ser blanca o negruzca con bigoteras blancas. Sus partes inferiores son amarillentas con veteado oscuro en el pecho. Su cola es negra azulada con los bordes de las plumas y terminaciones grises.
Los machos juveniles se parecen a las hembras de garganta oscura. Más tarde su garganta y alas se vuelve negras, con plumas verdes entremezcladas, a menudo con una lista negra en el vientre.

## Distribución y hábitat
Se encuentra únicamente en la región de Tsavo, en el sureste de Kenia y el noreste de Tanzania, aunque no en la costa. Vive en las zonas de matorral árido con árboles y arbustos de Commiphora y Acacia.